# Urška Strle
Urška Strle, slovenska zgodovinarka, * 1977, Ljubljana

## Poklicna pot
Urška Strle je leta 2004 diplomirala na Filozofski fakulteti Univerze v Ljubljani, kjer je 2009 tudi doktorirala pri mentorici Marti Verginella. Od leta 2006 do 2010 je kot mlada raziskovalka delovala na Inštitutu za slovensko izseljenstvo ZRC SAZU, na omenjenem inštitutu pa je delovala tudi kot asistentka z doktoratom in sicer med letoma 2010-13. Med letoma 2012-17 je delovala kot asistentka z doktoratom na Oddelku za zgodovino FF UL, od leta 2018 dalje pa deluje kot docentka na Oddelku za zgodovino FF UL. Ukvarja se predvsem z zgodovino migracij, zgodovino dela in ustno zgodovino.
Skupaj s fotografinjo Manco Juvan, ki je bila večkrat nagrajena za reportaže iz nekdanjih vojnih območij v Afganistanu, in novinarko Sašo Petejan je v prostem času dve leti pripravljala raziskavo, v okviru katere so avtorice skupaj obiskale lokacije italijanskih fašističnih koncentracijskih taborišč na Rabu, v Gonarsu, Viscu, Renicciju in Chiesanuovi ter v Sloveniji posnele intervjuje z redkimi še živečimi nekdanjimi interniranci in njihovimi svojci. Rezultati projekta so bili predstavljeni v Ljubljani v Muzeju novejše zgodovine na razstavi Zadnji pričevalci in na internetu, nato pa še v Kopru, Starem trgu pri Ložu in ob mednarodnem dnevu spomina na holokavst v slovenskem parlamentu.

## Dela
- 2013 Begunke v slovenskem delu Kraljevine (1918-1941), V: Marta Verginella (ur.) Dolga pot pravic žensk: pravna in politična zgodovina žensk na Slovenskem, 159-184
- 2011 Otroštvo v izgnanstvu
- 2009 "Pustili so vse in čez noč odšli". Prispevek k ilegalnemu izseljevanju iz Posočja v Italijo po drugi svetovni vojni v luči ustnih pričevanj, Zgodovina za vse, 1, Zgodovinsko društvo Celje, Sistory
- 2004 "Čemu ti ženski časopisi?" - Žensko vprašanje in odnos do ženske v slovaških ženskih časopisih do razpada Habsburške monarhije, Zgodovina za vse, 2, Zgodovinsko društvo Celje, Sistory